# 安積班シリーズ
『安積班シリーズ』（あずみはんシリーズ）は、今野敏作の警察小説。台場をはじめとする湾岸地域を管轄する警視庁東京湾臨海警察署を舞台に、安積警部補率いる刑事課強行犯係安積班の活躍を描く。なお、『蓬莱』から『神南署安積班』までは、原宿の神南署を舞台にしている。

## 作品リスト

### ベイエリア分署（第一期）
- 東京ベイエリア分署[注 1][注 2]
  - 新書判：ISBN 4-8033-1702-X 大陸ノベルス 1988年10月
    - 【改題】二重標的（ダブルターゲット） 東京ベイエリア分署
      - 文庫本：ISBN 4-7669-2452-5、ケイブンシャ文庫 1996年4月
      - 文庫本：ISBN 4-7584-3225-2、ハルキ文庫 2006年4月
      - 文庫本【新装版】：ISBN 978-4-7584-4447-7 ハルキ文庫 2021年12月
- 虚構の殺人者 東京ベイエリア分署 2[注 1]
  - 新書判：ISBN 4-8033-2686-X 大陸ノベルス 1990年3月
    - 【改題】虚構の標的 東京ベイエリア分署
      - 文庫本：ISBN 4-7669-2825-3 ケイブンシャ文庫 1997年10月

    - 【改題】虚構の殺人者 東京ベイエリア分署
      - 文庫本：ISBN 4-7584-3260-0 ハルキ文庫 2006年10月
      - 文庫本【新装版】：ISBN 978-4-7584-4455-2 ハルキ文庫 2022年1月
- 硝子の殺人者 東京ベイエリア分署 3[注 3]
  - 新書判：ISBN 4-8033-3681-4 大陸ノベルス 1991年8月
    - 【改題】硝子の殺人者 東京ベイエリア分署
      - 文庫本：ISBN 4-7669-3092-4 ケイブンシャ文庫 1998年11月
      - 文庫本：ISBN 4-7584-3252-X ハルキ文庫 2006年9月
      - 文庫本【新装版】：ISBN 978-4-7584-4458-3 ハルキ文庫 2022年2月

### 神南署
『蓬莱』『イコン』では準主人公的立場として登場する。
- 蓬莱
  - 四六判：ISBN 4-06-207068-5 講談社 1994年7月
  - 新書判：ISBN 4-06-181923-2 講談社ノベルス 1996年8月
  - 文庫本：ISBN 4-06-263547-X 講談社文庫 1997年7月
  - 文庫本【新装版】：ISBN 978-4-06-293472-5 講談社文庫 2016年8月
- イコン
  - 四六判：ISBN 4-06-207871-6 講談社 1995年10月
  - 文庫本：ISBN 4-06-263849-5 講談社文庫 1998年8月
  - 文庫本【新装版】：ISBN 978-4-06-293506-7 講談社文庫 2016年11月
- 警視庁神南署
  - 四六判：ISBN 4-7669-2667-6 ケイブンシャノベルス 1997年5月
  - 文庫本：ISBN 4-7669-3392-3 ケイブンシャ文庫 2000年1月
  - 文庫本：ISBN 978-4-7584-3275-7 ハルキ文庫 2007年2月
  - 文庫本【新装版】：ISBN 978-4-7584-4467-5 ハルキ文庫 2022年3月
- 神南署安積班
  - 四六判：ISBN 4-7669-3080-0 ケイブンシャノベルス 1998年11月
  - 文庫本：ISBN 4-89456-349-5 ハルキ文庫 2001年12月
  - 文庫本【新装版】：ISBN 978-4-7584-4470-5 ハルキ文庫 2022年4月

### 東京湾臨海署安積班（ベイエリア分署復活後）
- 残照
  - 四六判：ISBN 4-89456-179-4 角川春樹事務所 2000年4月
  - 新書判：ISBN 4-89456-120-4 ハルキノベルス 2002年6月
  - 文庫本：ISBN 4-7584-3076-4 ハルキ文庫 2003年11月
- 陽炎 東京湾臨海署安積班
  - 四六判：ISBN 4-89456-901-9 角川春樹事務所 2000年9月
  - 新書判：ISBN 4-7584-2013-0 ハルキノベルス 2003年6月
  - 文庫本：ISBN 4-7584-3213-9 ハルキ文庫 2006年1月
- 最前線 東京湾臨海署安積班
  - 四六判：ISBN 4-89456-977-9 角川春樹事務所 2002年6月
  - 文庫本：ISBN 978-4-7584-3306-8 ハルキ文庫 2007年8月
- 半夏生 東京湾臨海署安積班
  - 四六判：ISBN 4-7584-1035-6 角川春樹事務所 2004年8月
  - 文庫本：ISBN 978-4-7584-3392-1 ハルキ文庫 2009年2月
- 花水木 東京湾臨海署安積班
  - 四六判：ISBN 978-4-7584-1089-2 角川春樹事務所 2007年9月
  - 文庫本：ISBN 978-4-7584-3402-7 ハルキ文庫 2009年4月
- 安積班読本（短編「境界線」収録）
  - 文庫判：ISBN 978-4-7584-3419-5 ハルキ文庫 2009年7月
- 夕暴雨 東京湾臨海署安積班
  - 初出：角川春樹事務所『ランティエ』連載 2008年11月号 - 2009年9月号
  - 四六判：ISBN 978-4-7584-1150-9 角川春樹事務所 2010年1月
  - 文庫本：ISBN 978-4-7584-3651-9 ハルキ文庫 2012年4月
- 烈日 東京湾臨海署安積班
  - 初出：角川春樹事務所『ランティエ』連載 2010年2月号 - 2010年9月号
  - 四六判：ISBN 978-4-7584-1166-0 角川春樹事務所 2010年9月
  - 文庫本：ISBN 978-4-7584-3754-7 ハルキ文庫 2013年7月
- 晩夏 東京湾臨海署安積班
  - 初出：角川春樹事務所『ランティエ』連載 2012年3月号 - 2013年2月号
  - 四六判：ISBN 978-4-7584-1212-4 角川春樹事務所 2013年2月
  - 文庫本：ISBN 978-4-7584-3867-4 ハルキ文庫 2015年1月
- 捜査組曲 東京湾臨海署安積班
  - 初出：角川春樹事務所『ランティエ』連載 2013年6月号 - 2014年4月号
  - 四六判：ISBN 978-4-7584-1242-1 角川春樹事務所 2014年7月
  - 文庫本：ISBN 978-4-7584-4015-8 ハルキ文庫 2016年7月
- 潮流 東京湾臨海署安積班
  - 初出：角川春樹事務所『ランティエ』連載 2014年9月号 - 2015年8月号
  - 四六判：ISBN 978-4-7584-1270-4 角川春樹事務所 2015年8月
  - 文庫本：ISBN 978-4-7584-4090-5 ハルキ文庫 2017年5月
- 道標 東京湾臨海署安積班
  - 四六判：ISBN 978-4-7584-1314-5 角川春樹事務所 2017年11月
  - 文庫本：ISBN 978-4-7584-4327-2 ハルキ文庫 2020年3月
- 炎天夢 東京湾臨海署安積班
  - 初出：角川春樹事務所『ランティエ』連載 2018年3月号 - 2019年2月号
  - 四六判：ISBN 978-4-7584-1337-4 角川春樹事務所 2019年6月
  - 文庫本：ISBN 978-4-7584-4420-0 ハルキ文庫 2021年7月
- 暮鐘 東京湾臨海署安積班
  - 収録作品：公務 / 暮鐘 / 別館 / 確保 / 大物 / 予断 / 部長 / 防犯 / 予告 / 実戦
  - 初出：角川春樹事務所『ランティエ』連載 2020年8月号 - 2021年5月号
  - 四六判：ISBN 978-4-7584-1387-9 角川春樹事務所 2021年8月
  - 文庫本：ISBN 978-4-7584-4584-9 ハルキ文庫  2023年8月
- 秋麗 東京湾臨海署安積班
  - 初出：角川春樹事務所『ランティエ』連載 2021年9月号 - 2022年8月号
  - 四六判：ISBN 978-4-75841433-3 角川春樹事務所 2022年11月
  - 文庫本：ISBN 978-4-75844645-7 ハルキ文庫  2024年6月
- 夏空 東京湾臨海署安積班
  - 収録作品：目線 / 会食 / 志望 / 過失 / 雨水 / 成敗 / 夏雲 / 世代 / 当直 / 略奪
  - 初出：角川春樹事務所『ランティエ』連載 2022年12月号 - 2023年9月号
  - 四六判：ISBN 978-4-75841460-9 角川春樹事務所 2024年3月
    - 【改題】雨水 東京湾臨海署安積班
      - 文庫本：ISBN 978-4-75844738-6 ハルキ文庫  2025年7月
- 天狼 東京湾臨海署安積班
  - 初出：角川春樹事務所『ランティエ』連載 2024年1月号 - 12月号
  - 四六判：ISBN 978-4-75841479-1 角川春樹事務所 2025年3月

### 刑事昇格を目指す若き安積
- 狭き門 (短篇2P 『ミステリマガジン』2010年12月号)

## 主な登場人物

### 東京湾臨海署刑事課強行犯第一係
旧臨海署及び神南署では「刑事課強行犯係」。

安積 剛志（あずみ つよし）
警視庁東京湾臨海署刑事課強行犯第一係・係長（警部補）。
大学を卒業後、中野の警視庁警察学校に入学。警察学校卒業後は中央署地域課に配属され、中央署勤務時代に署長推薦をもらって選抜試験に合格し、目黒警察署刑事課に配属される。
責任感の強い人物で、捜査のためには人間関係に軋轢を起こすことを躊躇わない。また、不法捜査や無用な暴力行為を嫌っており、一般市民はもちろんのこと、容疑者を相手にしても高圧的に接することを潔しとしない。目黒署時代にコンビを組んでいた須田からは「自分に厳しく人には優しい」「警察の善い面と邪悪な面の両方を知り尽くした上で、善い面を選んだ珍しい警察官」と評されている。また、検察からは「敵に回すと非常に厄介な人物だが、味方にするとこれほど頼もしい人はいない」と評されている。
多くの難事件を解決に導いた敏腕刑事であり、警視庁捜査一課からも手腕を高く評価されているが、謙虚な性格であるため、手柄を手にしても決してそれを自分の事のように語ったりはせず、「優秀な部下のおかげです」と部下を立てる。
旧臨海署時代は他の警察署の助っ人で参加することが多く、他の警察署に軽く見られていることがあったため、自身の部下を軽く見る人物には反論も辞さない。『二重標的』では、桜井が高輪署の捜査本部で電話番に回されていたことに憤懣遣る方無い思いを抱き、高輪署の若手刑事が桜井をからかった事に怒って睨みつけたこともある。
本庁捜査一課から手腕を評価されている反面、上述の通り捜査では人間関係に軋轢を起こすことを躊躇わないため、捜査方針を巡って衝突することも少なくない。『虚構の殺人者』では、当時警視庁捜査一課刑事だった相楽が参考人の男性を強引に本庁に同行させたことに怒り、須田と共に本庁に乗り込んだ末、「法を破って得られた証言に証拠能力はない」と法律を盾にして解放させたこともある。『晩夏』では、臨海署管内のクラブで発生した毒殺事件で親友の速水が被疑者同然の扱いをされたうえ、捜査一課刑事が速水を監視し続けていることに抗議し、捜査を指揮していた管理官に意見し、楯突いたこともあるなど、相手が自分より立場が上の人間でも、自分の主張を決して曲げない頑固な一面がある。
警察学校時代の同期で交通機動隊小隊長の速水は、「今では分別くさい顔をしているが、昔はなかなか跳ねっかえりだった」「若い頃はひたすら突っ走るタイプだった。それで痛い目にも遭ったし、それで大人になった」と評している。時に部下たちに対して「勝ち負けの問題じゃない」と制する場面があるが、中央署時代の先輩警察官は「もう忘れているかもしれないが、若い頃のお前は勝ち負けにこだわる奴だった」と評している。
私生活では離婚歴があり、現在は独身。別れた妻との間には一人娘の涼子がおり、時々食事を一緒にすることもある。
村雨 秋彦（むらさめ あきひこ）
臨海署刑事課強行犯係・部長刑事⇒刑事課強行犯第一係・部長刑事。
「刑事はこうあらねばならない」という理念の持ち主であり、自他共に厳格。旧臨海署時代は大橋とコンビを組み、神南署以降は桜井とコンビを組む。杓子定規なところがあるため、安積には上司にしたくないという苦手意識を持たれているが、彼自身も安積を「上司としては頼もしいが敵には回したくない」という思いを持っている。また、安積のことは「部下を守ってくれる人」と考えており、安積を守ることは自分の役目と自覚している。安積の代役で係長代理を務めたことがあり、安積の職責の重さを身をもって知ることとなる。
安積には、部下に対する指導が「押さえつけて従順な犬のようにしているのではないか」と疑念を抱かれたこともあるが、その真意は「自分の元を離れて他の署に異動した時、誰にも批判されないような一人前の刑事に育てたい」という考えからである。旧臨海署時代の部下だった大橋は竹の塚署に異動後、村雨の真意を理解した上で「一緒にいる時は絶対に感謝されないが、離れてみてありがたみがわかる」と評している。
厳格な姿勢の一方、非常に気配りのできる人物である。『暮鐘』所収の『防犯』では、安積が懸念していた煽り運転行為の加害者の動向を地域課に知らせ、この加害者がその二日後に被害者の夫婦宅に向かったという地域課からの連絡を受け、桜井と共に駆け付けて脅迫と傷害の現行犯で逮捕した。
須田が係長の安積を「チョウさん」と呼ぶことに最初は注意をしていたが、次第に注意しなくなった。
妻帯者であり、幼稚園に通う娘がいる。住まいは西葛西の団地（『陽炎』所収の「予知夢」より）。桜井によれば、愛妻家で親バカであり、「娘は俺に似ているから、将来は美人に育つ」と語ったことがあるという（『半夏生』より）。
須田 三郎（すだ さぶろう）
臨海署刑事課強行犯係・部長刑事⇒刑事課強行犯第一係・部長刑事。
刑事としては太り過ぎな体形で、頭の回転も鈍いという印象を持たれているが、実際には鋭い洞察力と推理力を持ち、頭の回転は速い。様々な雑学にも精通している上、『陽炎』所収の「トウキョウ・コネクション」では、英語が堪能であることが判明する。
彼の同期で、強行犯係が二係制になってから異動してきた水野は「決してあきらめない不屈の人」と評している。刑事になりたての頃に目黒署で安積と組んでいたことがあり、当時安積は巡査部長だったため「チョウさん」と呼んでおり、臨海署係長として安積と再会した際にも「チョウさん」と呼んでいたが、『烈日』では「ハンチョウ」と呼び方が変わり、『晩夏』からは「係長」と呼ぶようになる。
水野は「須田君に敵わない」と『烈日』所収の『新顔』で語っているが、それを水野が自覚したのは、2人の警察学校時代、須田が所轄の刑事課に実習で在籍していた時に遭遇した、強盗傷害事件の被疑者として身柄を拘束した男性の取り調べでのことであった。須田は指導係の刑事らに睨まれ、出過ぎた行為を強く咎められながらも、この男性は犯人ではないと確信し、自白を取ろうとした中で一人強く反対し、捜査をやり直すよう主張した。その結果、刑事課長が捜査のやり直しを命じ、別の人物が真犯人であることが判明し逮捕に繋がったため、冤罪を防ぐことに成功したことが水野の口から語られている。
安積と出会う前は警察組織に幻滅したことがあったといい、安積との出会いがなかったら警察をやめていたかもしれないということや、目黒署で安積と初めて会った際「この人がいれば、警察は大丈夫。自分は警察官を続けられる」という思いを抱いたということも水野の口から語られている。
水野 真帆（みずの まほ）
臨海署刑事課強行犯第一係・部長刑事。
臨海署刑事課強行犯係が二係制になってから異動してきた女性刑事で、須田の警察学校時代の同期。前部署は鑑識。初登場は『烈日』所収の「新顔」で、元々は同シリーズのドラマ化作品『ハンチョウ〜神南署安積班〜』のドラマオリジナルキャラクターであったが、逆輸入という形で原作小説にも登場することとなった。「須田の同期」「鑑識出身」という設定はドラマ版と同じである。
警察学校時代は成績優秀であったが、同じ班で術科・訓練・体力測定で最下位だった須田には、前述の刑事課での実習時代の一件を機に「敵わない」という意識を抱いており、「あなた、刑事は天職よ」とも告げている。須田の「刑事の勘」的発言も「勘ではなくそれなりの根拠があっての発言」と信じる姿勢を見せるなど、『ハンチョウ』（特に初期）の人物像とは幾分の違いがある。ただ、『烈日』所収の表題作では、黒木と桜井が体調不良で倒れたことを「オイスターバーに行ったせい」と何の根拠もなく主張した須田にきっぱりと反論し、言い負かしている。
黒木 和也（くろき かずや）
臨海署刑事課強行犯係・刑事⇒刑事課強行犯第一係・刑事。
須田とコンビを組む刑事で、太った体格の須田とは対照的に、引き締まった豹のようにしなやかな体格の持ち主。無口だがストレートな性格。
子供の頃はスポーツ選手になることを夢見ていたが、プロとして生計を立てることは出来ないと考え、警察官になる。術科の経験はなかったが、元々スポーツが得意ということもあり、術科では優秀な成績を収めていた。また、『暮鐘』所収の『実戦』では剣道五段の腕前であることが判明する。
礼儀正しい性格で須田を信頼しており、警視庁との合同捜査においても波風を立てないように振舞うが、『潮流』では捜査会議に遅刻したという非が自身にあったとはいえ、臨海署全体をぬるま湯呼ばわりした上に安積からその発言を撤回するよう強く求められても取り消すどころか居直った捜査一課刑事を拳で殴るという行為に及んだ。この一件で池谷管理官から謹慎を言い渡されるものの、野村署長によってすぐに復帰を許される。
捜査一課係長の佐治は、本作において彼の暴力行為を非難し、安積にも指導をちゃんとするよう苦言を呈したが、一方で「（黒木が）骨のある奴であることは確かだ」と評している。
前述の剣道五段の腕前であることは須田にしか話していない事であり、須田以外では速水しか知らない。これは、巡査拝命の時に剣道五段であることを公にすれば、特錬や武道専科に引っ張られ、彼自身が志望していた刑事になれないと判断したためであった。
桜井 太一郎（さくらい たいちろう）
臨海署刑事課強行犯係・刑事⇒刑事課強行犯第一係・刑事。
安積班一の若手。安積が係長として臨海署に赴任した当時は安積とコンビを組んでいたが、後に村雨とコンビを組むようになる。
初期の頃はあまり感情を表に出さない刑事だったが、村雨の指導を受けたことにより、職人気質の刑事へと育つ。『神南署安積班』所収の『部下』では、管内で発生した連続放火事件の犯人が、目撃者の証言を精査したことにより、渋谷署が真犯人と睨んでいた人物でないと確信。読みが当たり、真犯人を逮捕した。
『烈日』所収の『白露』では、捜査一課のベテラン刑事と組んで、男性が毒物により死亡した事件の捜査を行う。アドバイスを受けながら地道な捜査を続けた結果、殺人事件ではなく心中であることを見抜き、事件を解決に導くなど、着実に刑事として成長を続けている。
村雨には「自分がどれだけ厳しくしてもへこまない所がいい所」「無駄に逆らうようなことはせず、警察の組織にきちんと順応しているが、扱いを間違えれば面倒なことになる」「頑固で一度こうと決めたら、なかなか考えを変えない」「下っ端の役を演じているが、実は大物なのかもしれない」と評されている。
大橋 武夫（おおはし たけお）
臨海署刑事課強行犯係・刑事⇒上野署刑事課⇒竹の塚署刑事課。既に安積班を離れた人物であるが、便宜上安積班の一員として紹介する。
登場作品は『二重標的』『虚構の殺人者』『硝子の殺人者』。安積たちの神南署時代では、上野署へ異動となったため暫く登場しなかったが、『最前線』の表題作で竹の塚署刑事として登場する。また、安積が臨海署に赴任したての頃を描いた『道標』所収の『視野』は、彼の目線で物語が進む。
臨海署時代は村雨の指導を受けており、この当時は自分から感情を表に出すことをしない無口で大人しい人物であった。しかし『最前線』では刑事として大きく成長し、刑事に必要なのは目立たない所で行う努力とチームプレイであることを桜井に気付かせている。同時に、かつての師匠である村雨は「いい刑事になった」と彼を評している。また、臨海署から上野署に異動となった時には村雨に「巣立ちだ。めでたいな」という言葉を贈られたことを桜井に話した。

### 東京湾臨海署刑事課強行犯第二係
『夕爆雨』より新たに設置された部署。臨海署の規模拡大に伴い設置された。『夕爆雨』時点では、相楽、荒川、日野を含めて5人体制となっている。
相楽 啓（さがら けい）
警視庁捜査一課殺人犯捜査第五係⇒東京湾臨海署刑事課強行犯第二係・係長（警部補）
シリーズ初期から登場している人物で、強行犯係が二係制になって以降、第二係の係長として臨海署に異動する。年齢は39歳で独身。
安積には一方的にライバル意識を持っており、初期の頃から捜査方針を巡り何度も対立を繰り返していた。臨海署に異動後も安積へのライバル意識は変わらないが、『烈日』所収の『厳冬』では、風邪でダウンした安積の代わりを引き受けるなど、以降の作品でも安積に協力的な姿勢を見せるようになる。
捜査一課所属時代の『残照』では、佐治基彦警部の部下であり、佐治に同調して安積に反発するなど、従順な部下として描かれたが、臨海署に異動して以降はその関係が変化していく。『潮流』では安積にこっそり協力したり、『炎天夢』では佐治に同調することはほとんどなく、逆に安積の後ろ盾になる場面が多くなったため、佐治を驚かせた。『暮鐘』所収の「確保」では、臨海署管内に潜伏中の指名手配犯を逮捕する捕り物作戦において佐治に前線本部の指揮を命じられるが、自分を除く臨海署の刑事をお役御免にしようとした佐治に異を唱え、これを撤回させた。さらに、捜査一課主導で犯人確保と決めていた作戦を自身の独断で安積たちに委ねるなど、ここでも佐治のやり方に背いたことで、安積たちが指名手配犯を逮捕した。佐治にはその理由を問い詰められたが、「自分は臨海署の強行犯係です。臨海署主導でやらせるのが最良と判断しました」と、かつての上司だった佐治を相手に一歩も怯むことなく自身の考えを述べている。佐治達が去って行った後、安積にも「なぜ佐治係長の指示に従わなかったのか」と尋ねられるが、「従わなかったのではなく、最良の判断をしただけです」と述べた上で、「臨海署が舐められるのは、悔しいじゃないですか」と話すなど、元上司だった佐治もまた、対抗心を燃やす相手として見るようになる<。
荒川 秀行（あらかわ ひでゆき）
臨海署刑事課強行犯第二係・部長刑事。
年齢は51歳で、臨海署刑事では一番の高齢。強行犯係が二係制になって以降、臨海署に赴任。上司である相楽のことは「仕事熱心な人」と評している。相楽同様、一係には負けたくないという意識を持つ。
『暮鍾』所収の『確保』では、安積と予備班を組んでいるが、ここで相楽について安積に語っている。相楽が上司になったばかりの頃は辟易していたが、相楽と接するうちに「相楽係長は自分自身に苛立っている」「愚直で真っ直ぐな人」と評すようになり、安積には「相楽係長とあなたは似ている」と告げ、安積を驚かせた。安積に突っかかるのも目の敵にしているからではなく、安積に追いつきたかったからであり、苛立ちの理由も「安積係長を尊敬していると、認めたくないから」と述べている。安積は「相楽が俺を尊敬しているというのは、荒川さんの思い過ごしでしょう」と口にするが、「思い過ごしかもしれない。直接聞いたわけじゃないからね」と言った上で「いずれわかる時がくると思う」とだけ返している。
日野 渡（ひの わたる）
臨海署刑事課強行犯第二係・刑事。
第二係では一番の若手で、年齢は『捜査組曲』時で30歳。同作所収の「オブリガード」では、第一係の水野と付き合っているという噂が流れたが、実際は交際を申し込むも断られていたということが判明する。
今野の別シリーズである『同期』シリーズ最終作『変幻』では相楽、荒川と共に登場し、警視庁捜査一課刑事で主人公・宇田川亮太の上司である植松義彦警部補とコンビを組み、捜査する。相楽の流儀を頑なに守る姿勢の持ち主で、捜査一課と所轄の刑事でコンビを組むことに反対し、「競争することで遺憾なく実力を発揮できる」と発言し、宇田川を閉口させる。

### 東京湾臨海署刑事課鑑識係
石倉 進（いしくら すすむ）
臨海署刑事課鑑識係の係長で、階級は警部補。妻と2人で暮らしており、2人の間には既婚者の娘がいる。職人気質だが、気が強く強情な面がある。相手が警視庁捜査一課の刑事であってもその姿勢は全く変わらず、『暮鐘』所収の表題作では、鑑識作業をすぐに済ませて場所を開けるよう文句をつけた佐治に対しても強く言い返した。
ベテランの鑑識係員で、安積からの信頼も厚い。特に安積班からの依頼は率先して引き受けるが、そのきっかけとなったのは、『道標』所収の『最優先』で明らかになる。臨海署に赴任したての頃、部下が紛失したある事件の証拠品を安積班が総出で探して発見、安積からは「同じ臨海署の仲間が困っているのだから、協力するのは当たり前のことです」と言われ、この一件が強行犯係と鑑識係との間に強固な信頼を築くこととなった。
『捜査組曲』所収の「シンフォニー」では、鑑識係の人員が少ない中で激務に追われる姿が描かれるが、第二係係長の相楽に安積班に対する贔屓を指摘されたことに怒り、その場を収めようとした榊原課長とも言い争いになったことで怒りが頂点に達し、ついには人員を増やすよう署長の野村に直談判に行こうとする。しかし、副署長の瀬場に自身の行いを咎められたことから、鑑識業務のストライキを決行。定時で鑑識係全員を帰宅させるなどして業務を滞らせるという騒ぎを起こす。その後は安積との話し合いを経てストライキをやめることを決意、野村からは若干名人員を増やすと告げられ、ストライキを起こしたことについては注意を受けたものの、要望を通すことにも成功する。

### 東京湾臨海署刑事課長
榊原 肇（さかきばら はじめ）
初登場作品は『残照』。臨海署が再開されて以降の刑事課長で、階級は警部。
かなりの苦労人であり、その苦労がよく顔に出るせいか、周りからは苦労性と言われることもある。安積の行動には時にハラハラさせられることがあり、『晩夏』では管理官に直接意見することを決めた安積に、「管理官に逆らっていいことなんてない」と止めようとしたが、止めるには至らなかった。
『捜査組曲』所収の「ディスコード」では彼の視点で物語が進む。安積班と相楽班がそれぞれ事案を手掛けている中、高輪署の管内で発生した強盗殺人事件の捜査に臨海署から応援を求められ、野村署長からは遠回しに相楽班の人員を割くよう求められる一方、瀬場副署長からは反対に安積班から人員を割くよう求められ、しかもその決断を早急にするよう告げられたため、事実上の板挟みとなり判断に迷う。しかし、安積に高輪署の一件について電話し、その結果安積自身と須田、黒木が応援に向かうことを告げられ、同時に相楽班からは荒川と日野を応援に向かわせ、刑事課の別の係の人員をそれぞれ安積班と相楽班双方に割くことで、野村と瀬場の両者からの要請に応える。そして、この一件で組織の不協和音を恐れる必要はないことに気付かされることとなった。

### 東京湾臨海署 署長と副署長
野村 武彦（のむら たけひこ）
東京湾臨海署署長。高輪署副署長、方面本部管理官を歴任して現在に至る。階級は警視。
安積班が神南署から再び臨海署に異動になる際、係の全員を臨海署に異動させるよう働きかけたと言われる。かなりの野心家だが、曲がったことを嫌い、正義感が強く、加えて型破りで思い切った行動を取るため、警察組織ではあまり出世できないと言われるような人物であるが、ノンキャリアながら警視まで出世している。陣頭指揮を執りたがるタイプで、速水曰く「万事自分で仕切りたがるタイプ」。安積班を高く評価しており、安積班の防波堤のような役割も見せている。
『潮流』では、黒木が臨海署全体に対する暴言を吐いた捜査一課刑事を殴った一件で池谷管理官が謹慎を言い渡したことを知り、安積を呼びつけて、黒木をすぐ仕事に復帰させるよう告げる。さらに「俺の署でうちの署員に謹慎を喰らわすとは、池谷もいい度胸だ」「管理官ごときに処分を決める権限はない。うちの署員のことは俺が決める」「黒木に伝えてはならないが、俺は黒木を褒めてやりたい気分だよ」とも口にするなど、安積班の全面的な味方になる。こうした人物であることから、速水は「野村署長は、今時珍しい『侍』だ」と評している。
瀬場 智之（せば ともゆき）
東京湾臨海署副署長。階級は警視。
臨海署の規模拡大に伴い、それまで野村署長が兼任していた副署長に就任。冷静沈着な人物で、野心家の野村とは対称的。野村に対して真っ向から反論はしないが、会議などでは控えめながらも必ず反対意見や批判的見解を示す。速水曰く「野村署長とは水と油の関係」であり、万事自分で仕切りたがる野村と違い、しっかりと管理するタイプ。
野村が安積班を高く評価しているのに対し、自身は旧臨海署時代の安積のことをよく知らないため、野村が何故安積を高く評価しているのかよく理解していない節がある。

### 警視庁交通機動隊
速水 直樹（はやみ なおき）
警視庁交通機動隊・小隊長
安積とは警察学校時代の同期であり、腐れ縁。臨海署が「ベイエリア分署」と呼ばれていた小規模の警察署だった時から同居している交通機動隊分駐所に所属。警視庁本部に籍を置いている身であるが、時に「俺はベイエリア分署の速水だ」と公言する。常に堂々とした佇まいの持ち主であり、臨海署交通課の課員からは「ヘッド」と呼ばれている。バイクや車の運転技術はかなりのものであり、普段はA70型トヨタ・スープラの3リッターモデルを運転している。『陽炎』所収の「張り込み」では、安積の覆面パトカー（トヨタ・マークII）を運転してすぐに逃走車両を制圧している。また、喧嘩もかなり強く、『神南署安積班』では暴走族のリーダーを相手にタイマンを挑み、難なく制圧している。
署内パトロールと称して、様々な部署の噂話を耳にするが、決して口は軽いわけではなく、実際のところ口は堅い方である。安積や安積の部下にちょっかいを出しては冷やかすことも少なくないが、安積のことは友人として気にかけており、安積の部下に対しても同様である。特に、安積が離婚した元妻とよりを戻すことに関心を持っており、時に冷やかしを入れつつ、真剣に復縁を促すこともある。

### 警視庁捜査一課
佐治 基彦（さじ もとひこ）
警視庁捜査一課殺人犯捜査第五係 係長（警部）
初登場作品は『残照』で、主に長編作品等で登場する。
職務に対する姿勢は真面目かつ誠実で、刑事としての実力は確かなものを持っているが、人一倍意地っ張りで頑固であり、安積とは捜査方針を巡って対立することが多い。相楽が臨海署強行犯第二係に異動して以降は、所謂「嫌われ役」としての側面が色濃く描かれるようになっていく。
相楽との関係は、相楽が臨海署に異動して以降、変化していくようになる。相楽とは元上司と部下で気心が知れていると安積は思っていたが、相楽自身は「言い出したら聞かない人。プライドが高いし思い込みも激しい。説得したりなだめたりするのは手間がかかる」「熱心な刑事だが、付き合っていくのはしんどい」「苦手な上司。だから合わせているだけ」と評している。特に『暮鐘』所収の『確保』では、指名手配犯を逮捕する捕り物作戦において、相楽を除く臨海署刑事課をお役御免にするという自身の方針に異を唱えられた上、指名手配犯の身柄確保も直前で相楽により臨海署主導に変えられるなど、事実上面子を丸潰れにされる。この一件で相楽を激しく問い詰めるも、「自分は臨海署の強行犯係です。臨海署にやらせることが最良と判断しました」と返されるなど、直属の部下だった頃には見られなかった相楽の新たな一面を見せられることとなる。
安積と自分は「水と油」と評し、安積の捜査手法を「やり方が生ぬるい」と評した一方、『晩夏』では自身が指導に手を焼いていた部下の指導を安積に委ねるなど、安積を完全に否定しているわけではなく、見込んでいる部分もある。
相楽が臨海署に異動して以降直属の部下となった荒川は、佐治が所轄を見下した態度を取るのは「自分の部下をまとめるための鎧のようなもの」であり、「ああいう言い方で、部下のエリート意識を刺激し、団結をまとめ、やる気を出させようとする」と述べている。　
文芸評論家の関口苑生は、自身が気に入っている人物として佐治を挙げている。「無能なくせに傲慢で権力を振りかざすステレオタイプの人間ではなく、熱心で誠実な警察官」「厳格かつ窮屈な組織内にあっても努力を積み重ね、相当に頑張って今がある立派な人」と評し、「極論すれば、安積とごく近い位置にいる人物であるため、確執も生まれるのかもしれない」と『潮流』の解説で挙げている。
『カットバック 警視庁FCⅡ』にも登場。捜査本部を置くことになった大森警察署の刑事たちには強気な態度で出る一方、同署の署長・藍本百合子とのやり取りでは、しどろもどろになった上、藍本の質問にも言葉を濁して答えるなど、緊張しっぱなしになった。
荻野 照雄（おぎの てるお）
警視庁捜査一課 巡査部長。登場作品は『二重標的』『虚構の殺人者』『硝子の殺人者』で、この3作品以降は登場しなくなった。
相楽の部下で権力志向の強いタイプであり、目下の者にやたらと威圧的な態度を取るため、相楽共々所轄の刑事にはよく思われていないほか、同じ警視庁捜査一課の刑事からも嫌われている節がある。『二重標的』では、桜井を邪魔者呼ばわりして怒鳴りつけたことに激怒した安積に怒号を浴びせられる。また、安積の方が自分より階級が上であることを知らず、安積にも高圧的な態度を取ったため、その後すぐに謝罪する。
安積とは上記の一件以降、相楽のように対立はしなくなったが、言動や態度で時に安積を不快にさせる事があった。
池谷 陽一（いけたに よういち）
警視庁捜査一課 管理官（警視）
初登場は『警視庁神南署』で、この時は理事官。管理官としての初登場は『残照』。殺人犯捜査第四係から第六係を受け持つ。
物腰穏やかな人物で、捜査本部に大きな波風を立てないよう振舞う。安積たちのことを高く評価しており、大きな事件が臨海署管内で発生した際には管理官として指揮することも多い。上司の田端一課長には「タニさん」と呼ばれている。
池田 厚作（いけだ こうさく）
警視庁捜査一課 管理官（警視）。第一強行犯捜査管理官で、強行犯第一、第二係及び科学捜査係を受け持つ。物事を深く見抜く洞察力の持ち主であり、安積は「慧眼」と評している。『烈日』所収の「海南風」「白露」などに登場する。
田端 守雄（たばた もりお）
警視庁捜査一課長（警視正）。ノンキャリアの叩き上げ。
臨海署が七階建ての新庁舎になって以降、捜査本部を指揮する形で登場するようになった。
場を和ませようとするときや、本気になって何かに集中するときはべらんめえな口調になる。安積たちのことを高く評価しており、『晩夏』では、速水が参考人になった事件の指揮を担当する管理官に意見した安積のことを知るも、不問とするなど、度量の広い人物である。
今野の執筆する警察小説に頻繁に登場する人物であり、『樋口顕シリーズ』『隠蔽捜査シリーズ』『同期シリーズ』『碓氷広一シリーズ』『確証』『倉島警部補シリーズ』など、登場作品は多い。
矢口 雅士（やぐち まさし）
警視庁捜査一課 殺人犯捜査第五係刑事。
初登場作品は『晩夏』。年齢は20代で桜井と同じくらい。
安積と組んで漂流中のクルーザーから他殺死体が発見された事件の捜査を行う。刑事としては優秀だが、エリート意識が強く、言葉遣いは丁寧ながらも挑戦的な口ぶりが目立つうえ、一般人への聞き込みの際にも相手を不快にさせる言動が目立ち、安積を悩ませた。須田からは「佐治係長は彼の指導にかなり困っている」と見抜かれている。
その後、安積だけでなく速水からも指導を受けることとなり、エリート意識という鎧を着ていただけで、常に怯えていたということを速水に指摘される。その後は刺々しい言動は収まるなど、性格面の改善が幾分みられるようになった。
『炎天夢』にも登場し、須田と組んで捜査にあたる。言動と態度を見た安積には、指導の効果はそれほどなかったのかもしれないという印象を抱かれたが、須田は問題なく彼と捜査にあたっていた。
『カットバック 警視庁FCⅡ』にも登場。『隠蔽捜査』シリーズの登場人物である大森警察署刑事・戸高善信と組んで殺人事件の捜査にあたるが、『晩夏』で安積を閉口させた頃を彷彿とさせる態度や言動を繰り返したことで戸高に呆れられ、「利口なだけで役に立たない」と吐き捨てられた。
栗原 進一（くりはら しんいち）
警視庁捜査一課 殺人犯捜査第六係 係長（警部）
初登場作品は『秋麗』。年齢は安積と同じくらい。髪をきちんと固め、眼光が鋭い。
初対面時は、部下の若手が文句を言った事に対し「口の利き方を知らなくてな。気を悪くせんでくれ」と安積に一言謝っている。同じ捜査一課にいた相楽とはそのあとに会っており、強盗事件の被疑者を確保してすぐ捜査本部に現れた相楽に、「休みなしでよく働くな」と声をかける。
滝口 丈太郎（たきぐち じょうたろう）
警視庁捜査一課 第四強行犯捜査管理官（警視）
栗原と同じく『秋麗』で登場。殺人犯捜査第六係と第七係を受け持つ。大柄でやや猫背であり、首が太く柔道の猛者という噂の人物。

### その他の所轄署の刑事
三国 俊治（みくに としはる）
初登場作品は『最前線』所収の『夕映え』。大井警察署のベテラン刑事で、階級は巡査部長であり、間もなく定年を迎えることとなっている。
安積が刑事になりたての頃、目黒署にいた刑事で、安積が最初に組んだ人物。刑事のイロハを徹底的に叩き込んだ師匠であり、安積は「厳しい先輩だった」と評している。安積には常に「予断が一番いけない。事実を積み重ねることが捜査だ」と言い続けており、安積がヘマを起こした時は厳しく叱責したこともあった。相手が自分より階級が上の人間でもはっきりと自分の主張を通すため、警察組織では出世しないタイプとされている。
安積の過去を描いた『道標』所収の『熾火』では、安積と初めて会った時のことが判明する。安積はどれだけ自分が厳しくしてもめげない人物であることや、被害者だけでなく、加害者の心情も丁寧に知ろうとする姿を見て、「お前は出世しないだろう。だが、間違いなくいい刑事になる」と評し、安積の手綱を握ることが自分の役目と自覚する。同じく安積の若い頃が描かれた『みぎわ』では、目黒署管内で発生したコンビニ強盗の犯人が自宅に戻ったことを突き止め、スピード逮捕に踏み切ろうとする安積に反対し、慎重になるよう制した。これは、自宅に強盗犯以外の人物がいる可能性があり、もしここで踏み切れば最悪の場合、立てこもり事件に発展する恐れがあったと睨んだためであった。その読み通り、強盗犯の交際相手の女性が自宅にいたことが判明、強盗犯が買い物のため外出したところを狙い、逮捕することとなった。事件解決後、安積には「我慢することも、刑事の仕事だ」と伝えている。
『夕映え』では、不動産会社社長が殺害された事件を捜査。安積と応援のためにやって来た部下である須田と桜井の様子を見て、「いい刑事になった。部下たちは、お前を露ほども疑っていない」と、安積の成長を高く評価した。安積には「私の師匠が良かったんです」と感謝の思いを告げられる。事件は筋読みが当たり、須田のツキも味方する形で解決。事件解決後、「元気でやれ」と安積に声をかけ、安積からは「三国さんもお元気で」と声をかけられて別れた。

## 舞台設定

### ベイエリア分署
正式名は東京湾臨海警察署。所在地は東京都江東区青海2丁目。臨海副都心開発構想に伴い新設された警察署だがその規模が警察署というより日本の警察に存在しない「分署」と呼んだほうがふさわしいほど小さく、そのため通称「ベイエリア分署」や「湾岸分署」と呼ばれる。庁舎はプレハブに近い作りの仮のものであり、時期を見て正式な庁舎を建設する予定だった。
バブル崩壊による副都心構想の縮小に伴い、併設されていた交通機動隊分駐所を残して閉署。安積達臨海署員の大半は渋谷区内に新設された神南署へ異動する。初期3作では速水の所属する交通機動隊は臨海署所属の隊として周辺地区の一般道、高速道を管轄とする独自設定が取られていた。安積班の所属も「刑事課」ではなく「刑事捜査課」であり唯一の係として課の全業務をこなす設定となっている。
初期3作の大陸書房版では安積剛志の名前は安積剛となっており、『茶室殺人事件』の安積剛と同姓同名だが別人。『茶室殺人事件』も文庫では安積剛でなく安積刑事に変更されている。著者はＨＰで「『茶室殺人事件』の安積剛について……。　実は、私の頭の中では、東京湾臨海署や神南署の安積剛志とはまったくの別人です。　安積シリーズの第一作『東京ベイエリア分署』（改題『ダブルターゲット』）を執筆するにあたり、あらたなキャラクターを作ったのですが、安積たけしという名前が気に入っており、その名前を流用しました。当時『茶室殺人事件』なんて、まったく売れなかったし、主役でもなかったので、名前を使っても誰も気づかないと思ったのです。　キャリアじゃないのに、神奈川県警から警視庁に異動になるなんて、あり得ませんしね。」と説明している。

### 神南署
原宿・渋谷地区の発展に伴い警視庁第三方面十番目の警察署として新設。渋谷、原宿各署管轄地域の一部を分割した設定。臨海署の閉署に伴い署員のほとんどが異動、安積班は刑事課強行犯係に、速水も交機隊から異動し交通課の係長として内勤をしていた。
臨海署の再開署に伴い、安積班の面々や速水など、再び多くの署員が神南署を去っている。

### 東京湾臨海署（再開）
臨海地区の発展に伴い再度開署、安積たちは再異動となり、速水も交機隊に復帰している。
庁舎はかつてのベイエリア分署と同じだが、若干人員が増やされ刑事課にも盗犯係や暴力犯係が新設、安積班は神南署時代同様、刑事課の強行犯係となった。
交通機動隊は引き続き臨海署と併設されているが、速水の復帰後は実際の隊に近い警視庁の執行隊として設定されている。
『夕暴雨』からは実在の東京湾岸署同様に旧東京水上署を統合するなどして中規模署化され、ようやく正式な庁舎が完成、さらに臨海署の近くには別館が設けられ、ここに警備部特車二課が配置される。また強行犯係が二係制になり、安積班は「強行犯一係」に、二係長として警視庁捜査一課から相楽警部補が着任、「烈日」からは「ハンチョウ」のオリジナルキャラクターであった水野が安積班に加わった。実際の警視庁で暴力犯係や生活安全課の銃器薬物対策係等が「組織犯罪対策課」として独立したのに伴い、課の名称も「刑事組織犯罪対策課」に変更されている。

### コラボレーション
押井守と親交があり、『夕暴雨』には「機動警察パトレイバー」の特車二課と後藤喜一警部補がゲスト出演。押井の著作「番狂わせ 警視庁警備部特殊車輛二課」には安積達が後藤と同期として出演している。

### 同期シリーズ
今野の別シリーズである『同期』シリーズ最終作「変幻」は臨海署が舞台となる。主人公である警視庁捜査一課刑事・宇田川亮太の同期2人が失踪した矢先、臨海署管内で殺人事件が発生し、宇田川は臨海署の刑事と共に事件を捜査する。本作品は安積率いる強行犯一係ではなく、相楽警部補が係長を務める強行犯二係が登場。相楽、荒川、日野が名前付きで登場し、相楽は古巣の警視庁捜査一課を相手に強い敵愾心を見せ、捜査一課と合同で捜査することに反対するほか、日野も相楽の主張に賛同し、宇田川たちを困らせる。一方で荒川は出来るだけ波風を立てないよう飄々と振舞う。

## テレビドラマ
現在まで4度映像化されている。
- 2009年から2013年まで、TBS制作・佐々木蔵之介主演・パナソニック ドラマシアター枠で放送。
  - 2009年から2011年：『ハンチョウ〜神南署安積班〜』（1 - 4シリーズ）
  - 2012年から2013年：警視庁に異動した安積を描くドラマオリジナル設定の『ハンチョウ〜警視庁安積班〜』（5 - 6シリーズ）
- 2019年2月25日、TBS制作・月曜名作劇場にて『警視庁東京湾臨海署〜安積班』が中村芝翫主演で放送された[14]。
- 2021年2月8日、テレビ東京制作・月曜プレミア8にて『警視庁臨海署安積班』が寺脇康文主演で放送された。